# KNDS Ammo Italy
KNDS Ammo Italy S.p.A., nota in precedenza come Simmel Difesa S.p.A., è un'azienda italiana, controllata da KNDS France dal 2014 e parte del gruppo KNDS, attiva nella produzione di munizioni di medio e grosso calibro.
L'azienda ha sede e opera presso l'impianto di Colleferro oltre che presso un ulteriore stabilimento ad Anagni. Fa parte della Federazione Aziende Italiane per l'Aerospazio, la Difesa e la Sicurezza (AIAD), membro di Confindustria.

## Storia
L'azienda trae origine dall'acquisto di varie imprese del settore bellico da parte di SNIA tra cui Bombrini Parodi Delfino (BPD) di Colleferro e Società per l'Industria Marnati e Larizza (SIMMEL) di Castelfranco Veneto. Successivamente l'azienda è stata acquistata da FIAT nel 1988, ereditando anche le attività di Fratelli Borletti nel campo delle spolette. FIAT l'ha venduta nel 2000 alla famiglia Maccagnani che l'ha venduta a sua volta nel 2007 alla britannica Chemring Group per circa 77 milioni di euro.

## Controversie
Nel 2006 l'azienda è stata protagonista dell'inchiesta Terra esplosiva realizzata da Elisa Marincola e Flaviano Masella per Rai News 24. Nell'inchiesta l'azienda veniva accusata di produrre bombe a grappolo, come testimoniato dal catalogo aziendale, sebbene essa stessa abbia negato tale circostanza.
Il 9 ottobre 2007 si è verificata un'esplosione presso lo stabilimento di Colleferro, risultata nella morte di un operaio e nel ferimento di almeno altre 13 persone.